# Thunder City
Thunder City ist ein in einer dystopischen Welt angesiedelter Science-Fiction-Roman des britischen Autors Philip Reeve. Der Roman spielt in der Welt von Mortal Engines und ist dort zeitlich zwischen der Fever-Crumb-Reihe und dem Mortal Engines-Quartett angesiedelt. Eine bunt zusammengewürfelte Gruppe unscheinbar wirkender Menschen versucht in dieser Geschichte, eine von einem gewissenlosen und machtgetriebenen Mann besetzte, fahrende Stadt zurückzuerobern. Der bisher nur in englischer Sprache veröffentlichte Roman erschien 2024.

## Rahmen
Im Februar 2024 veröffentlichte Philip Reeve Informationen über sein neues Buchprojekt. Die Geschichte sollte im Rahmen seiner Mortal Engines-Romanwelt spielen, jedoch keine bekannten Romanfiguren und keine bekannten Schauplätze enthalten. Somit soll es auch für Leser ohne Vorkenntnis der anderen Bücher geeignet sein. Sollte der Roman ein Erfolg werden, plant der Autor weitere Bücher mit den in Thunder City entwickelten Charakteren.
In der Romanwelt ging die bekannte Welt durch den Sechzig-Minuten-Krieg unter. In der Fever Crumb-Reihe erzählt der Autor, wie viele Jahrhunderte später Menschen in Europa beginnen, bewegliche Städte zu bauen. Nach einem daraus resultierenden Krieg einigten sich die Gegner auf die Regeln des Städtedarwinismus, nach der sich größere Traktionsorte kleinere Orte einverleiben können, also deren menschliche und materielle Ressourcen bei sich integrieren. In Thunder City schildert der Autor, wie der Samen für den Übergang vom Goldenen Zeitalter der vergleichsweise friedlich agierenden Traktionsstädte hin zur Entwicklung zu rücksichtslos vorgehenden Raubstädten gelegt wird. Dies geschieht im kleinen Rahmen anhand des Schicksals einer kleinen Stadt.

## Handlung
In der vom Autor für seine Romanwelt entwickelten Zeitrechnung spielt die Erzählung im Jahr 882 TZ (Traktionszeit).
Der einst wegen seiner dem Städtedarwinismus widersprechenden Ideen aus der Traktionsstadt Thorbury verbannte Architekt Gabriel Strega kehrt mit einer Schar Söldnern und sieben Stalkern zurück und erobert den Ort. Den Bürgermeister richtet er hin. Unter seiner Herrschaft wird der Ort militärisch aufgerüstet und beginnt mit einer ununterbrochenen Jagd auf andere Traktionsorte.
Die Lehrerin Lavinia Torpenhow hegt die Hoffnung, dass der Sohn des ermordeten Bürgermeisters, Max Angmering, den Ort zurückerobern kann. Da der Student an seinem Aufenthaltsort Paris aus politischen Gründen inhaftiert wurde, verhilft Lavinia der Arena-Kämpferin und Sklavin Tamzin Pook zur Flucht aus der Floßstadt Margate. Tamzins Besitzer Mortmain beauftragt die Sklavenjäger Mr. Coldharbour und Mr. Lint, sein flüchtiges Eigentum zurückzuholen.
Nachdem die Befreiung von Max in Paris gelingt, gelangen die drei Fliehenden über die Plündererstadt Weech in den fliegenden Ort Bad Luftgarten. Der dort auf Kur befindliche General Kleinhammer soll dazu bewegt werden, bei der Rückeroberung von Thorbury zu helfen. Da dieser sich weigert, versuchen Max, Lavinia und Tamzin Söldner anzuheuern. Doch abgesehen vom alten Oddington Doom sind alle mit der Traktionsstadt Hamburg auf dem Weg zum Schildwall der Antitraktionsliga. Hamburg wird dort zerstört, was Reeve nicht im Buch, sondern in seinem Blog verrät. Als sich Tamzin im Laden des Künstlers Giotto Trubshawe aufhält, wird sie von den Sklavenjägern aufgespürt. Gemeinsam mit ihren Begleitern tötet sie ihre Verfolger.
Durch ungeklärten Verrat stürzt der Teil der Luftstadt ins Mittelmeer, in dem sich die Gemeinschaft aus fünf Personen aufhält. Von einem U-Boot der Antitraktionsliga werden sie aus ihrer Seenot gerettet. Vom Gouverneur von Tjebel Tarik (Gibraltar) bekommen sie das Luftschiff Fire's Astonishment geschenkt, doch ehe sie aufbrechen können, wird Tamzin von anderen Luftfahrern wegen des auf sie ausgesetzten Lösegelds entführt und zurück nach Margate gebracht. Max, Lavinia, Giotto und Oddington folgen ihr und befreien sie mit Fluchthilfe der Antitraktionsliga. Auch die Wiedergängerin Eve Vespertine folgt ihnen.
Eve war einst wie Tamzin eine Arenakämpferin. Sie war von Beginn an beim Publikum und im eigenen Kampfteam beliebt, was große Eifersucht bei Tamzin auslöste. In ihrem ersten gemeinsamen Kampf gegen einen Wiedergänger unterlässt Tamzin spontan eine Warnung, und Eve kommt aus diesem Grund ums Leben. Sowohl von anderen wird Tamzin das immer vorgeworfen, aber auch sie selbst hat seitdem ein schlechtes Gewissen. Mortmain erweckte die tote Eve zur Wiedergängerin, machte aus ihr einen Stalker.
In der Fire's Astonishment fliegt die Gemeinschaft nach Thorbury. Durch eine List dringt ein Teil von ihnen in der untersten Ebene der Traktionsstadt ein und kann diese Mithilfe von Widerstandskämpfern der Ursprungs-Bevölkerung besetzen. Tamzin und Giotto landen offiziell in der Stadt und können zusammen mit Eve Gabriel Strega außer Gefecht setzen, und die Stalker werden zerstört. Stregas Söldner lösen daher ihren ihm gegebenen Eid und verlassen die Stadt in Richtung Hamburg. Auch Tamzin, Max, Lavinia, Oddington und Eve planen gemeinsam die Stadt zu verlassen, um mehr von der Welt kennenzulernen. Nur Giotto will bleiben und sich als Maler betätigen.

## Rezensionen
Auf Kirkus Reviews wird der Roman als ein mitreißender, verwegener und dystopischer Spaß zusammengefasst. Reeve balanciere ironische Handlungsstränge und brutale postapokalyptische Action gut aus, bilanziert Publishers Weekly. Es sei ein unvergessliches Epos mit einem reichen emotionalen Unterton. Sifa Elizabeth geht in ihrer Besprechung näher auf die Entwicklung der Charaktere ein, die ihrer Ansicht nach ihre Stärke in der Gemeinschaft finden und füreinander zu kämpfen beginnen.

## Buchausgabe
Thunder City. Scholastic, 2024, ISBN 978-1-5461-3823-5.